# California Coastal Records Project

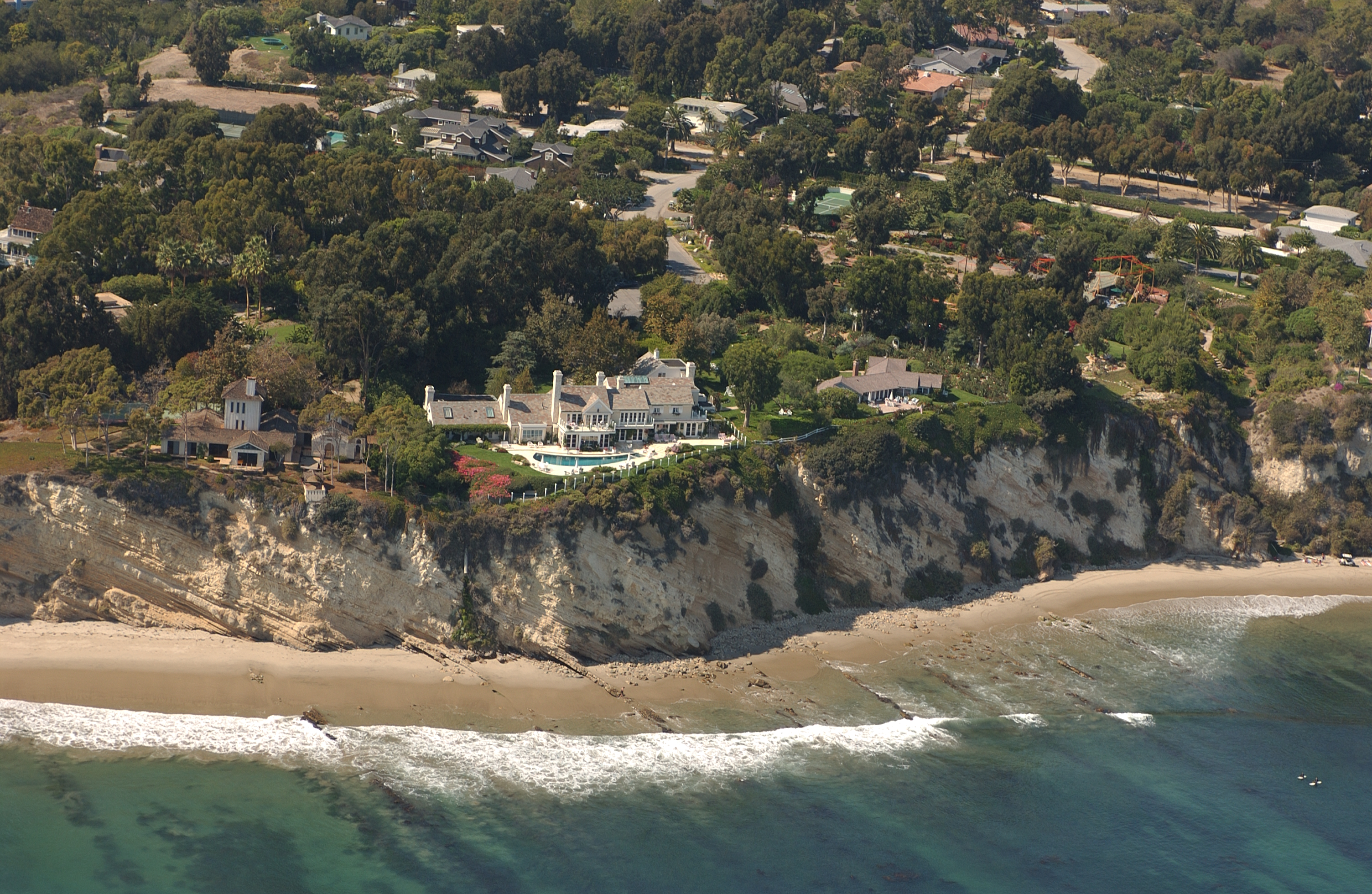
Una imagen típica del proyecto que dio lugar al "efecto Streisand".

El California Coastal Records Project, fundado en 2002, documenta la costa de California con fotografías aéreas tomadas desde un helicóptero que vuela paralelo a la costa. Su página web proporciona acceso a estas imágenes. Se tomó una foto cada 500 pies.
Incluye toda la costa de California, excepto algunas partes de la Base Vanderberg de la Fuerza Espacial estadounidense (aunque se incluyen algunas fotos históricas de un estudio anterior de 1989). La mayoría de la parte de la costa ha sido fotografiada varias veces, y el sitio web tiene una interfaz para comparar fotos tomadas durante diferentes años. Kenneth y Gabrielle Adelman recibieron el Premio Ansel Adams de Fotografía de Conservación 2004 del Sierra Club por su trabajo en el proyecto.

## Efecto Streisand
El proyecto fue demandado en 2003 por Barbra Streisand, quien dijo que infringieron su privacidad al mostrar fotografías de su casa en Malibú. El proyecto fue contrademandado en virtud de las disposiciones de la SLAPP de la ley de California y prevaleció en los tribunales. La demanda atrajo la atención pública adicional a la casa de Streisand, dando nombre al efecto Streisand: el fenómeno sucede cuando al intentar ocultar o censurar cierta información llama más la atención sobre la información que se intenta ocultar.